# Duwibong
Duwibong (koreanska: 두위봉) är en bergstopp i Sydkorea.   Den ligger i provinsen Gangwon, i den nordöstra delen av landet, 160 km öster om huvudstaden Seoul. Toppen på Duwibong är 1 472 meter över havet, eller 595 meter över den omgivande terrängen. Bredden vid basen är 14,0 km.
Terrängen runt Duwibong är huvudsakligen kuperad. Runt Duwibong är det ganska glesbefolkat, med 35 invånare per kvadratkilometer. I omgivningarna runt Duwibong växer i huvudsak blandskog.